# Verwaltungsgemeinschaft Öhringen

Verwaltungsgemeinschaft Öhringen im Hohenlohekreis in Baden-Württemberg

In der vereinbarten Verwaltungsgemeinschaft Öhringen im baden-württembergischen Hohenlohekreis haben sich eine Stadt und zwei Gemeinden zur Erledigung ihrer Verwaltungsgeschäfte zusammengeschlossen. Sie entstand im Rahmen der Gebietsreform in Baden-Württemberg mit Wirkung zum 1. Juli 1975, als die Gemeinde Pfedelbach an der bestehenden Gemeinschaft aus Öhringen und Zweiflingen beteiligt wurde. Der Sitz der vereinbarten Verwaltungsgemeinschaft liegt in der Großen Kreisstadt Öhringen (erfüllende Gemeinde).

## Mitgliedsgemeinden
Mitglieder dieser durch eine öffentlich-rechtliche Vereinbarung entstandenen Verwaltungsgemeinschaft sind:
- Große Kreisstadt Öhringen, 25.582 Einwohner, 67,79 km²
- Gemeinde Pfedelbach, 9471 Einwohner, 41,29 km²
- Gemeinde Zweiflingen, 1829 Einwohner, 32,10 km²

## Struktur und Aufgaben
Ein gemeinsamer Ausschuss aus Vertretern der beteiligten Gemeinden entscheidet über die Erfüllungsaufgaben. Vorsitzender des gemeinsamen Ausschusses ist der Bürgermeister (Thilo Michler) der erfüllenden Gemeinde (Öhringen). Die „vereinbarte Verwaltungsgemeinschaft“ ist nicht selbst rechtsfähig, da sie keine Körperschaft des öffentlichen Rechts und damit auch kein Gemeindeverband ist. Den Umfang der übertragenen Aufgaben der vereinbarten Verwaltungsgemeinschaft bestimmt § 61 der baden-württembergischen Gemeindeordnung.